# Mauzoleum jugoslávských vojínů
Het Mauzoleum jugoslávských voljínů (Nederlands: Mausoleum voor Joegoslavische soldaten), of soms Jihoslovanské mauzoleum (Zuid-Slavische mausoleum), is een mausoleum in de Tsjechische stad Olomouc. Het neoclassicistische bouwwerk is in 1926 gebouwd op basis van een ontwerp van Hubert Aust en bevindt zich in het park Bezručovy sady (Bezručpark). In het mausoleum zijn de lichamen ondergebracht van Joegoslavische soldaten die zijn overleden in de Eerste Wereldoorlog. In eerste instantie ging het om soldaten die in militaire ziekenhuizen in Olomouc overleden zijn, later zijn ook de lichamen van Joegoslavische soldaten hier bijgezet die op andere plaatsen in Tsjechië overleden zijn. In totaal is dit mausoleum de laatste rustplaats voor ongeveer 1200 soldaten.